# Gynaeseius liturivorus
Gynaeseius liturivorus är en spindeldjursart som först beskrevs av Ehara 1982.  Gynaeseius liturivorus ingår i släktet Gynaeseius och familjen Phytoseiidae. Inga underarter finns listade i Catalogue of Life.